# كزيزيو
كزيزيو (بالإنجليزية: Xiazayü)‏ هي بلدة تقع في الصين في Zayü County. يقدر عدد سكانها بـ 5,389 نسمة ومساحتها 1,215.07 كم2 وترتفع عن سطح البحر 1,542 متر.